# Bromelia eitenorum
Espèce
Classification phylogénétique
Bromelia eitenorum est une espèce de plantes tropicales de la famille des Bromeliaceae, endémique du Brésil.

## Distribution
L'espèce est endémique de l'État de Maranhão au nord du Brésil.

## Description
L'espèce est hémicryptophyte.